# 卡尔·京特
卡尔·京特 （1903年—1987年）又称昆德、“老昆”、“德国昆先生”，生于中国唐山，德国人。

## 生平
卡尔·京特于1903年秋出生于唐山，除了一度回德国求学外，直到1950年代末都一直生活在中国。九一八事件后，局势日益恶化，受雇于唐山启新洋灰公司的京特冒险南下，担任江南水泥厂代理厂长。1937年12月，日军兵临南京城下，卡尔·京特以日本盟友德国侨民的身份，和丹麦人伯恩哈尔·阿尔普·辛德贝格一起在江南水泥厂厂区设立了安全区，拯救了几万名中国人的生命。并见证南京大屠杀，保留了许多珍贵的照片和资料。
1938年6月，南京的交通恢复常态，卡尔·京特和日方交涉后，工厂里的难民安全回籍。不久辛德伯格离开水泥厂，京特则留了下来。中华人民共和国成立后，卡尔·京特担任江南水泥厂化学工程师。1950年12月，卡尔·京特偕妻子埃蒂丝和儿子返回德国，直至逝世未再回到中国。由京特翻译的栖霞寺难民的信件如今还存在德国档案馆波茨坦分馆内。